# Klaus Fesser
Klaus Fesser (* 17. September 1952) ist emeritierter Professor für Theoretische Physik an der Universität Greifswald, der sich vor allem mit theoretischer Festkörperphysik befasste. Er war von 1996 bis 1998 und von 2002 bis 2005 Direktor des Instituts für Physik. In den Jahren 1998 bis 2002 und von 2006 bis 2016 war er Dekan der mathematisch-naturwissenschaftlichen Fakultät der Universität Greifswald.
Klaus Fesser wurde 1979 an der Universität zu Köln promoviert (Zur Thermodynamik von Solitonen) und war danach am Institut für Festkörperforschung des Kernforschungszentrums in Jülich. Anfang der 1980er Jahre war er Gastwissenschaftler am Los Alamos National Laboratory. Er erlangte 1989 seine Habilitation an der Universität Bayreuth mit seiner Arbeit: Investigations on the Electronic Structure of Conducting Polymers (Untersuchungen über die Elektronenstruktur leitender Polymere) und war dort Professor, bevor er 1995 einen Ruf nach Greifswald erhielt und dort die Arbeitsgruppe Kondensierte Materie gründete. 2018 wurde er emeritiert.
Fesser befasste sich mit niedrig-dimensionalen Festkörpern wie quasi-eindimensionalen leitfähigen Polymeren (und Solitonen und Polaron-Anregungen in diesen), Nichtlinearer Dynamik in Plasmen, Bifurkationstheorie und Nanoröhren. Entsprechend den Schwerpunkten der Universität Greifswald, wo traditionell im Bereich Plasmaphysik geforscht wird und eine Zweigstelle des Max-Planck-Instituts für Plasmaphysik angesiedelt ist, befasste er sich neben Festkörperphysik auch mit Plasmaphysik, konzentrierte sich während seiner Zeit als Dekan aber auf Verwaltungsaufgaben der Universität.

## Veröffentlichungen (Auswahl)
- Stochastic motion of Sine-Gordon solitons and the spin-correlation function of CsNiF3. Z. Physik B – Condensed Matter 39, 1980, S. 47–52, doi:10.1007/BF01292637
- mit A. R. Bishop und D. K. Campbell: Optical absorption from polarons in a model of polyacetylene. Phys. Rev. B 27, 1983, S. 4804–4825, doi:10.1103/PhysRevB.27.4804
- Solitons and Disorder: Two Mechanisms for Localized States. Progress of Theoretical Physics Suppl. 113, 1993, S. 39–43, doi:10.1143/PTPS.113.39
- Non-Linear Excitations and the Electronic Structure of Conjugated Polymers. Kap. 8 in: DFG (ed): Macromolecular Systems: Microscopic Interactions and Macroscopic Properties: Final Report. Wiley-VCH, 2006 doi:10.1002/9783527609284.ch8